# DeWitt (New York)
DeWitt város az USA New York államában, Onondaga megyében. Lakosainak száma 26 074 fő (2020. április 1.).

## Története
Az első telepesek 1789 körül érkeztek. DeWitt város 1835-ben alakult Manlius városából, és Moses DeWitt tiszteletére nevezték el, aki a milícia őrnagya, megyei bíró volt.

## Népesség
A település népességének változása:

| 2010 | 25 838 |
| 2020 | 26 074 |